# Manduri
Baga Manduri (ISO 639-3: bmd, auch Baka, mMduri, Mandari, Mandore, Mandori und Manduri) ist eine atlantische Sprache, die von rund 4000 Menschen auf den Inseln im Delta des Flusses Nunez in Guinea gesprochen wird; im Umfeld wird sie auch von einigen älteren Personen gesprochen.
Sie ist eine von sieben Baga-Sprachen der Temne-Gruppe innerhalb der Niger-Kongo-Sprachfamilie.
Baga Manduri ist mit der Sprachen Landoma (ldm) und der temnischen Sprache (tem) verwandt; die Baga Manduri selbst sprechen meist Französisch und Susu (sus) als Zweitsprache.